# Alagir
Alagir (rusky Алаги́р, osetsky Алагир) je město v Severní Osetii-Alanii v Ruské federaci. Při sčítání lidu v roce 2010 mělo bezmála jednadvacet tisíc obyvatel.

## Poloha
Alagir leží na levém, západním břehu Ardonu, přítoku Těreku v úmoří Kaspického moře, na severním úpatí Velkého Kavkazu. Od Vladikavkazu, hlavního města republiky, je vzdálen 64 kilometrů na západ.

## Dějiny
Alagir založil v roce 1850 Michail Semjonovič Voroncov, tehdejší kavkazský místokrál, v blízkosti starých stříbrných a olověných dolů. Byl vystaven jako opevněné sídlo a jeho součástí se stala i tavicí pec, takže se stal střediskem těžby.
V roce 1938 se stal Alagir městem.
Za druhé světové války dobyla město v rámci bitvy o Kavkaz v listopadu 1942 německá armáda pod vedením Ewalda von Kleista, ale sovětská armáda jej získala zpět už v lednu 1943.

### Rodáci
- Fatima Aslanbekovna Butajevová (1907–1992), fyzička a pedagožka
- Kim Semjonovič Suanov (1940–1995), zpěvák
- Sergej Ivanovič Meňajlo (*1960), voják a politik, od roku 2014 guvernér Sevastopolu